# Казола Валсебио
Казола Валсебио (итал. Casola Valsenio) је насеље у Италији у округу Равена, региону Емилија-Ромања.
Према процени из 2011. у насељу је живело 1815 становника. Насеље се налази на надморској висини од 200 м.

## Становништво
| 1951. | 1961. | 1971. | 1981. | 1991. | 2001. | 2011. |
| ----- | ----- | ----- | ----- | ----- | ----- | ----- |
| 5.647 | 4.451 | 3.338 | 3.051 | 2.930 | 2.844 | 2.724 |